# Budynek szpitala salinarnego w Wieliczce
Budynek szpitala salinarnego – zabytkowy budynek, zlokalizowany na przy ulicy Bolesława Limanowskiego 34 w Wieliczce.

## Historia
Budynek szpitala został wzniesiony w latach 1838-1839 z funduszy należących do likwidowanego Szpitala św. Ducha, który wyburzono pod budowę gmachu teatru miejskiego. Działkę pod budowę lecznicy zakupiono od rodziny Konopków. W późnoklasycystycznym budynku umieszczono dwie sale chorych na 34 łóżka, izbę przyjęć, izolatkę dla psychicznie chorych i kostnicę, a także dwa mieszkania: lekarza salinarnego i jego pomocnika pielęgniarza, zwanego wówczas dozorcą chorych. Szpital był czynny do 1877, kiedy zarząd kopalni podjął decyzję o leczeniu chorych pracowników w szpitalu św. Łazarza w Krakowie. Budynek zaadaptowano wówczas na mieszkania.
7 grudnia 1987 budynek został wpisany do rejestru zabytków.